# 泰雷斯波爾
泰雷斯波爾（波蘭語：Terespol，羅馬化：Terespal）是位於波蘭東部的城鎮，屬於盧布林省。緊鄰白俄羅斯邊境，與布列斯特被西布格河分隔。有國際公路經過這裡，是交通要塞。

## 外部連結
维基共享资源上的相關多媒體資源：泰雷斯波爾